# Ronsenac
Ronsenac település Franciaországban, Charente megyében. Lakosainak száma 571 fő (2022. január 1.). Ronsenac Gurat, Villebois-Lavalette, Boisné-La Tude és Magnac-lès-Gardes községekkel határos.

## Népesség
A település népessége az elmúlt években az alábbi módon változott:
| Lakosok száma | 506  | 515  | 526  | 548  | 594  | 579  | 571  | 570  | 570  | 571  |
|               | 1968 | 1982 | 1990 | 2006 | 2013 | 2015 | 2017 | 2019 | 2020 | 2022 |